# Lithobates virgatipes
Lithobates virgatipes is een kikker uit de familie echte kikkers of Ranidae.Deze soort behoorde lange tijd tot het geslacht Rana. De soort werd voor het eerst wetenschappelijk beschreven door Edward Drinker Cope in 1891. Oorspronkelijk werd de wetenschappelijke naam Rana virgatipes gebruikt.

## Uiterlijke kenmerken
Lithobates virgatipes bereikt een lichaamslengte van ongeveer 4,1 tot 6,7 centimeter. Alleen vrouwtjes bereiken deze laatste lengte, de mannetjes blijven kleiner.
De kikker heeft een gladde huid, zeer grote en opstaande ogen en een platte, wigvormige snuit. Het trommelvlies of tympanum ligt onder een smalle huidplooi en is vrij klein. De lichaamskleur is licht- tot donkerbruin of groenbruin. Op de rug zitten meestal vier donkere lengtestrepen en deze soort heeft geen dorasolaterale lijsten (huidplooien) aan weerszijden van de rug. De achterpoten zijn goed ontwikkeld en de tenen dragen zwemvliezen tot bijna aan de teenpunten, met uitzondering tussen de twee langste tenen, wat een typisch kenmerk is. De buik is wit gekleurd en heeft donkerbruine tot meestal zwarte vlekken.

## Algemeen
Lithobates virgatipes komt voor in de Verenigde Staten, in de uiterste zuidoostkust vlak boven de staat Florida. De habitat bestaat uit vochtige streken zoals graslanden en moerassen waar een mos- of bladerlaag op de bodem ligt die gebruikt wordt om in te schuilen en te rusten. Pas 's nachts als de kikker gaat jagen komt hij tevoorschijn. Het voedsel bestaat uit allerlei insecten en andere geleedpotigen
De mannetjes maken in de paartijd een geluid om de vrouwtjes te lokken. Dit lokgeluid lijkt op een hamer die een spijker in een plank slaat, de Engelsen noemen deze soort hierom ook wel timmermanskikker.